# San Lorenzo della Pioppa
San Lorenzo della Pioppa è una frazione del comune di San Prospero, in provincia di Modena in Emilia-Romagna.

## Storia
La più antica menzione della località risale all'anno 1026, quando un diploma di re Corrado II il Salico stabilì i confini della pieve di San Felice della Muzza, citando a settentrione il toponimo "La Pioppa" (limite quod dicitur la ploppa).. Successivamente venne aggiunto anche il toponimo di San Lorenzo, data la presenza della chiesa detta di San Lorenzo di Sorbara. Un rogito del 1029 documenta la vendita del terreno su cui sorge la parrocchia a Valderada, figlia del marchese Odone; su tale appezzamento insiste l'antico campanile risalente all'anno 1090, tuttora esistente. Più tardi, l'area di 36 iugeri fu venduta a Iugefredo o Iugerone del fu Bernardo, che a sua volta la cedette all'abbazia di Nonantola.
In epoca medievale, San Lorenzo della Pioppa appartenne alla Masseria di Sorbara, insieme a Sozzigalli. Quando si rese autonoma dalla comunità di Albareto, Bastiglia ottenne la giurisdizione del territorio compreso fra il fiume Secchia e il canale Canaletto, incluso San Lorenzo della Pioppa, che però ritornò sotto Sorbara nel XVI secolo.
Il 2 febbraio 1483 avvenne un tragico naufragio sul fiume Secchia: secondo la cronaca di Jacopino Lanzallotto, detto Lancillotto, nel giorno in cui si celebrava la Madonna della Ciriola, molti abitanti di Sozzigalli si recarono alla chiesa di San Lorenzo per prendere le candele benedette. Terminata la messa, per la fretta di riattraversare le acque torbide ed ingrossate del fiume, un gran numero di persone salì sul traghetto, ma a causa del carico eccessivo si rovesciò durante l'attraversata, provocando la morte di 56 persone.
Durante la dominazione napoleonica, San Lorenzo della Pioppa fu di nuovo aggregata a Bastiglia e poi nel 1853 sotto il comune di Modena. Nel 1881 venne edificata la nuova chiesa parrocchiale su iniziativa di Giovanni Luppi, agente del duca Francesco IV d'Este.

## Monumenti e luoghi di interesse
- Vecchio campanile, risalente all'anno 1091 e in stile romanico (la vecchia chiesa fu demolita nel 1881).
- Chiesa di San Lorenzo martire, edificata nel 1881 da Giovanni Luppi; nel 1933 fu realizzata la cappella maggiore su progetto di Umberto Boni. L'edificio si presenta a navata unica con volta a botte e quattro finestre semicircolari, con due cappelle laterali per lato comunicanti fra loro. L'interno è decorato con colori a pastello mentre l'altare maggiore è realizzato in scagliola. Presenti decorazioni di carattere popolare e statue nelle cappelle, si segnala un quadro di Santa Rita nel presbiterio.[7]
- Casino Salsi, risalente al XVII-XVIII secolo, corte con parco e oratorio dedicato a San Gemignano.
- Opera Pia Luppi, realizzata a metà del XIX secolo da Giovanni Luppi, agente del duca di Modena.